# Qādī

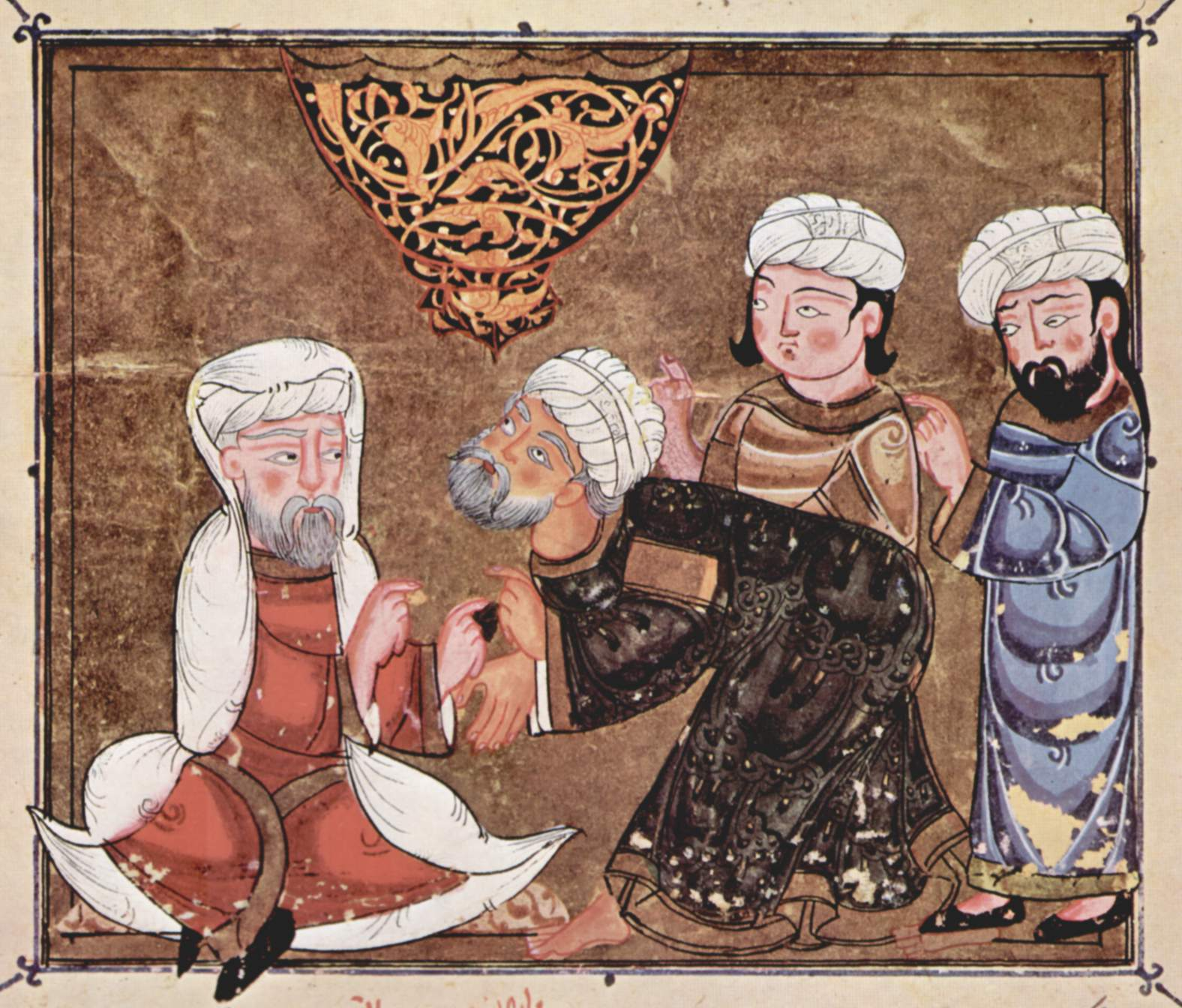
Abū Zayd plädiert vor dem Qādī von Ma'arra

Der Qādī (arabisch القاضي, DMG al-qāḍī ‚Entscheider, Richter‘), im Deutschen Kadi, ist nach der islamischen Staatslehre ein Rechtsgelehrter, der im Auftrag des Kalifen vor allem richterliche Funktionen wahrnimmt und sich dabei nach dem Normensystem der Scharia richtet. Im modernen Arabisch wird der Begriff für jede Art von staatlich eingesetzten Richtern verwendet, auch wenn sich diese bei ihren Entscheidungen nicht auf die Scharia, sondern auf positives Recht stützen.
Durch Vermittlung der Märchensammlung Tausendundeine Nacht wurde der Begriff in der Form „Kadi“ Ende des 17. Jahrhunderts auch ins Deutsche übernommen. Er steht umgangssprachlich für Richter wie in der Redewendung „vor den Kadi ziehen/gehen/zerren“. Der Soziologe Max Weber verwendete den Begriff „Kadi-Justiz“ paradigmatisch für irrationale Rechtsprechung, die nicht an formale Kriterien gebunden ist. Mit den muslimischen Vorstellungen über die ideale Vorgehensweise des Qādī, wie sie in der Adab-al-Qādī-Literatur entwickelt wurden, hat dieses Konzept allerdings nichts gemeinsam.

## Geschichte

### Anfänge des Qādī-Amts
Das Qādī-Amt wurde erst in nachprophetischer Zeit geschaffen. Zwar galt Mohammed in Medina ebenfalls als Rechtsautorität, doch entsprach seine Position eher derjenigen eines altarabischen ḥakam („Friedensrichter“). Belege für Mohammeds richterliche Funktion liefert nicht nur die Sīra (Biografie Mohammeds), sondern auch der Koran, in dem – als göttliche Offenbarung – festgelegt ist, Mohammed in Streitfällen unter den Muslimen als Rechtsinstanz zu konsultieren (siehe Sure 24, Verse 47–56).
Zwar gibt es Nachrichten darüber, dass bereits die drei ersten Kalifen Qādī einsetzten, doch werden diese Berichte von der Forschung skeptisch beurteilt, da keine authentischen Quellen über das administrative Leben aus der Frühzeit vorliegen. Auf sicherem Boden befindet man sich erst in der Umaiyaden-Zeit. Die umaiyadischen Kalifen setzten Qādī ein, um sich von der Rechtsprechung zu entlasten, und griffen daher auf Rechtsgelehrte zurück, die in Fragen der Jurisprudenz und der Auslegung der Rechtsquellen – zunächst Koran und Sunna – bewandert waren. Die Qādī unter den Umaiyaden, die als religiöse Gelehrte das Recht stets nach religiösen Normen auslegten, hatten wesentlichen Anteil an der Gestaltung und Entwicklung des Fiqh; ihre Rechtsfindung und Urteile hat man bereits in den ersten Rechtsbüchern im 9. Jahrhundert verarbeitet. In erster Linie war der Qādī mit Fragen befasst, die bereits im Koran, ferner in der überlieferten Sunna Mohammeds und seiner Gefährten (Sahāba) Erwähnung fanden und somit Teil der Religion darstellten: Ehe- und Scheidungsrecht, allgemeines Familienrecht, Erbrecht, Kauf- und Vertragsrecht und die mit den frommen Stiftungen (waqf) verbundenen Regelungen.
Eine weitere Grundlage der Rechtsprechung war die eigene Rechtsansicht (opinio) des Qādī: Raʾy und die selbstständige Erforschung und Anwendung bereits vorliegender Quellen (Idschtihād). Im islamischen Rechtswesen ist es indes umstritten, in welchem Maße der Qādī die festgelegten Lehren einer oder mehrerer Rechtsschulen in der Form des Taqlīd anwenden darf.

### Spätere Entwicklungen
Im späten achten Jahrhundert führte der abbasidische Kalif Hārūn ar-Raschīd wahrscheinlich nach sassanidischem Vorbild (so E. Tyan) in Bagdad das neue Amt des Qādī al-qudāt ein, der als eine Art „Oberrichter“ fungierte. Seine Aufgabe bestand vor allem in der Ernennung und Überwachung der Qādī in den Provinzstädten des islamischen Reichs. Für die Bedeutung des Amts spricht die Tatsache, dass die Verfasser der annalistischen Historiografie die Namen der Qādī in jeder Provinz und jeder Stadt Jahr für Jahr angeben. Unter den Fatimiden und Mameluken waren alle maßgeblichen Rechtsschulen in den Qādī-Ämtern der Provinzen vertreten und übten ihre madhhab-gebundene und an der eigenen Rechtslehre orientierte Gerichtsbarkeit unabhängig aus.
Bei den Osmanen wurden um 1300 die ersten Qādī eingesetzt. Bayezid I., der ihre Bezahlung für unzureichend hielt, bestimmte, dass sie zwei Prozent jeder Erbschaft und zwei Akçe für jedes schriftliche Dokument erhielten. Der Distrikt, über den sich die Jurisdiktion eines Qādī erstreckte, wurde Qadā' genannt (daher der moderne türkische Begriff kaza für „Distrikt“). Qādī wurden auch auf die großen Inseln wie Chios, Rhodos, Mytilene, Paros, Andros und Samos entsandt. Im Osmanischen Reich wandten sich häufig auch Dhimmīs an die Qādī-Gerichtshöfe, obwohl Christen und Juden ihre eigene Gerichtsbarkeit hatten.

### Qādī im mittelalterlichen Spanien

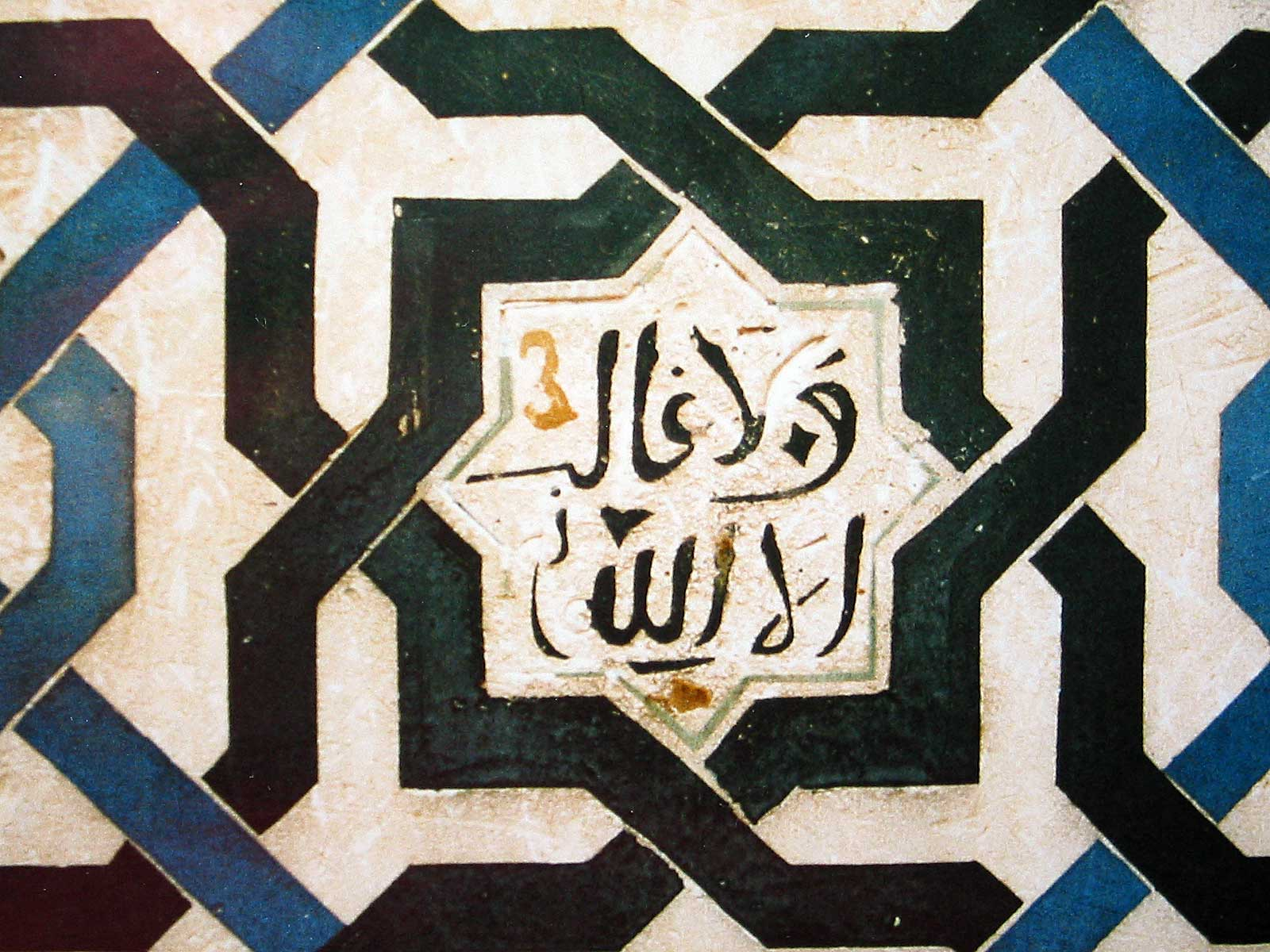
Wandfliese im Gerichtssaal von Alhambra in Granada:ولا غالب الا الله (wa-lā ġāliba illā Llāh) „es gibt keinen Sieger außer Gott“

Im islamischen Spanien beurteilte der Qādī die ihm vorgetragenen Streitfälle meist nicht allein, sondern formulierte seine Urteile in Zusammenarbeit mit anderen Rechtsgelehrten, die ihm als Berater zur Seite standen. Einen solchen beratenden Gelehrten nannte man Faqīh muschāwar (faqīh mušāwar). Eine alte Sammlung von Rechtsfällen, die der Forschung erst seit wenigen Jahren vorliegt, dokumentiert, dass der Qādī Ibn Ziyad, Ahmad ibn Mohammed ibn Ziyad al-Lachmi (im Amt bis 925 in der Regierungszeit von Abd ar-Rahman III. in Córdoba) mindestens elf solcher Rechtsberater hatte. Auch in dem aufsehenerregenden Blasphemieprozess gegen Hārūn ibn Habīb um die Mitte des 9. Jahrhunderts kamen derartige Rechtsgelehrte zum Einsatz. Sie gaben bei diesem Prozess jeweils ihr eigenes Urteil zu dem Fall ab, aus denen der Herrscher dann dasjenige auswählte, das ihm als das Richtigste erschien.
Das Hauptamt der Justiz hieß im islamischen Spanien Qādī al-dschamā’a (qāḍī al-ǧamā’a; „Richter der Gemeinschaft“, ein Zivilrichter in der Hauptstadt Córdoba). Für bestimmte Aufgaben setzte er Bevollmächtigte mit besonderen Aufgaben ein: den Erbschaftsverwalter, den Verwalter frommer Stiftungen, Testamentvollstrecker usw.
In den Gebieten, die im Zuge der Reconquista unter christliche Herrschaft kamen, hatten die Muslime als Mudéjares das Recht, sich eigene Qādī zu nehmen. Nachdem zum Beispiel Jakob I. von Aragón die Stadt Xàtiva eingenommen hatte, legte er 1251 in einer Urkunde fest, dass die dortigen Muslime ihren eigenen Qādī und vier Adelantados ernennen sollten. Das Amt des Ober-Qādī für die Länder der Krone von Aragonien befand sich in Saragossa. Das Amt des Qādī hatte im Königreich Aragon zwei Seiten: zum einen war der Qādī der Repräsentant der Muslime und ein Instrument der christlichen Obrigkeit zu ihrer Beherrschung, zum anderen war er aber auch eine Festung islamischer Religion und Kultur. Die Qādī in Valencia, die meist von der Krone eingesetzt wurden, stammten meist aus der Bellvis-Familie.
Auch das spanische Wort Alcalde als Bezeichnung für einen Bürgermeister leitet sich vom arabischen Begriff Qādī ab.

### Der Qādī-Stand im Jemen
Im nördlichen Jemen erhielt der Begriff „Qādī“ in der frühen Neuzeit eine besondere Bedeutung. Er bezeichnete hier nicht nur Personen, die selbst eine religionsrechtliche Ausbildung erhalten hatten und richterliche Funktionen wahrnahmen, sondern auch einen eigenen sozialen Stand, der unterhalb der Sayyids angesiedelt war. Bei den jemenitischen Qādī war der Qādī-Status also nicht unbedingt an ein Amt gekoppelt, sondern konnte auch die Abstammung von einer Qādī-Familie, die in einem Näheverhältnis zum zaiditischen Imam stand, anzeigen. Während sich die Sayyids als Nachfahren des Propheten Mohammed betrachteten, beanspruchten die Qādī, Nachfahren südarabischer Stämme zu sein, die auf Qahtan zurückgehen. Anders als die Sayyids konnten sie nicht selbst Imam werden, jedoch ministerielle, richterliche und administrative Ämter wahrnehmen. Zusammen mit den Sayyids lebten sie in geschützten Enklaven auf Stammesterritorium, die als „Hidschar“ (hiǧar, Singular hiǧra) bezeichnet wurden.

## Der Qādī nach der islamischen Staatslehre

### Aufgaben des Qādī
Nach der islamischen Staatslehre, wie sie in den klassischen Handbüchern von al-Māwardī (gest. 1058) und Ibn al-Farrā' (gest. 1066) entworfen wird, hat der Qādī insgesamt zehn Aufgaben:
1. die Lösung von Rechtsstreitigkeiten, entweder freiwillig durch Aussöhnung (ṣulḥ) oder zwangsweise durch Urteilsbeschluss (ḥukm bātt).
2. die Einforderung der geschuldeten Leistung vom Schuldner und Weiterleitung derselben an den Gläubiger, nachdem das Schuldverhältnis entweder durch Anerkenntnis (iqrār) oder durch Beweis (baiyina) festgestellt wurde.
3. die Einsetzung der Vormundschaft (walāya) für Personen, die wegen Geisteskrankheit (ǧunūn) oder Minderjährigkeit (ṣiġar) geschäftsunfähig sind, und Beschränkung der Geschäftsfähigkeit von Personen, bei denen dies wegen Verschwendung oder Zahlungsunfähigkeit für angemessen erachtet wird, zum Schutz des Vermögens anderer Personen.
4. die Aufsicht über die frommen Stiftungen durch Bewahrung ihres Stammkapitals (uṣūl) und Steigerung ihrer Zugewinne (furū’), durch Einziehung ihres Ertrags und dessen Aufwendung für die vorgesehenen Zwecke. Wenn es eine Person gibt, der die Aufsicht übertragen ist, hat er sie zu überwachen. Wenn es eine solche Person nicht gibt, hat er die Aufgabe selbst wahrzunehmen.
5. die Vollstreckung von Vermächtnissen (waṣāyā) entsprechend dem Willen der Testatoren. Wenn die Begünstigten individuell spezifiziert sind, besteht die Vollstreckung darin, dass er diesen Personen ermöglicht, die vermachte Sache in Besitz zu nehmen. Wenn sie nicht individuell spezifiziert sind, besteht sie darin, dass er nach geeigneten Personen Ausschau hält.
6. die Verheiratung der Witwen mit ebenbürtigen Ehemännern, wenn sie keinen Heiratsvormund haben, aber ihnen die Ehe angetragen wurde.
7. die Verhängung der Hadd-Strafen über Personen, die sich eines entsprechenden Vergehens schuldig gemacht haben.
8. die Aufsicht über die Angelegenheiten seines Distrikts, durch Unterbindung von Übergriffen auf Straßen (ṭuruqāt) und öffentlichen Plätzen (afniya) und Beseitigung störender Anbauten und Gebäude. Er kann hierbei selbst initiativ werden, auch wenn es keinen Kläger gibt.
9. die Prüfung seiner Zeugen (šuhūd) und Sekretäre (umanāʾ) und Auswahl seiner Stellvertreter.
10. die Gleichbehandlung von Starken und Schwachen, hochgestellten und niedrigen Personen, ohne seinen Launen zu folgen.[13]

### Voraussetzungen für die Übernahme des Qādī-Amts
Das Qādī-Amt kann nach al-Māwardī nur derjenige übernehmen, der sieben Voraussetzungen erfüllt:
1. er muss ein Mann sein, d. h., männlich und mündig sein. Die Notwendigkeit des männlichen Geschlechts wird aus Sure 4:34 abgeleitet.
2. er muss urteilsfähig (ṣaḥīḥ at-tamyīz), klug (ǧaiyid al-fiṭna) und fern von Zerstreutheit und Unachtsamkeit sein und durch seine Intelligenz das Problematische klären und das Rätselhafte lösen können.
3. er muss die Freiheit besitzen, d. h., er darf kein Sklave sein.
4. er muss dem Islam zugehören, d. h., ein Muslim sein. Dies wird aus Sure 4:141 abgeleitet: „Niemals wird Gott den Ungläubigen ein Mittel verschaffen, um über den Gläubigen zu stehen“ (Übers. H. Bobzin).
5. er muss Unbescholtenheit (’adāla) besitzen, d. h., glaubwürdig, keusch und unzweifelhaft sein und seine Emotionen kontrollieren können.
6. er muss sehen und hören können.
7. er muss die Normen der Scharia (al-aḥkām aš-šar’īya) kennen. Diese Kenntnis muss ihre Grundlagen (uṣūl) wie auch ihre rechtspraktischen Anwendungen (furū’) einschließen. Zu den Grundlagen, die er kennen muss, gehören vier Dinge: 1.) das Buch Gottes, d. h. der Koran, mit seinen verschiedenen Auslegungsregeln (z. B. Abrogation), 2.) die Sunna des Gottesgesandten, die sich in den Hadithen manifestiert, 3.) die Interpretationen der Altvorderen (salaf) einschließlich der Dinge, in denen sie übereinstimmten bzw. unterschiedlicher Auffassung waren, damit er ihrem Konsens folgen und im Falle ihres Dissenses sich um ein eigenes Urteil bemühen, d. h., Idschtihād betreiben kann, 4.) die Regeln des Analogieschlusses.[14]

Der hanbalitische Gelehrte Ibn Hubaira (gest. 1165) erklärte, dass mit Ausnahme von Abu Hanifa alle anderen Rechtsschulgründer die Befähigung zum Idschtihād als Voraussetzung für die Übernahme eines Qādī-Amtes ansahen. Dies wollte er für seine Zeit so verstanden wissen, dass der Qādī, wenn er einer Rechtsschule angehört, zumindest die Lehrmeinungen aller anderen Rechtsschulen kennen muss, um sich bei Streitfällen nach der Mehrheitsmeinung richten zu können.

## Die islamische Qādī-Literatur

### Qādī-Biografiensammlungen
Die Bedeutung des Richters und des Qādī-Amts in der islamischen Gesellschaft hat zur Entstehung einer sowohl von der Historiografie als auch der Rechtsliteratur gepflegten Literatur beigetragen. In der Historiographie und der Lokalgeschichte islamischer Provinzen entstand der eigenständige Zweig der biografischen Literatur, der sich ausschließlich mit dem Wirken der Richter beschäftigte. Man nannte diese Bücher Achbār al-qudāt (aḫbār al-quḍāt; „Berichte (über) die Richter“). In chronologischer Anordnung ihrer Amtsausübung verzeichnete man neben Anekdoten auch Rechtsurteile, die für den betreffenden Qādī signifikant oder für vergleichbare Fälle später sogar maßgebend gewesen sind. Das älteste Werk dieser Gattung stammt von dem Historiker und Juristen Wakī’ (gest. 918 in Bagdad), der selbst Qādī gewesen ist. Eine Generation später verfasste der aus Kairouan nach Andalusien ausgewanderte al-Chuschanī (gest. 971) sein biographisches Werk über die Qādī von Córdoba. Um die gleiche Zeit entstand auch das Werk des ägyptischen Lokalhistorikers al-Kindī (gest. 971), der sowohl die Statthalter als auch die Richter Ägyptens bis in seine Zeit hinein biografisch beschrieb.

### Adab-al-Qādī-Literatur
In der Rechtsliteratur waren es wiederum die islamischen Juristen (fuqahāʾ), die die Verhaltensregeln des Qādī, seinen Umgang mit Klägern, Beklagten und Zeugen bereits im späten 8. Jahrhundert definiert haben. Um das 10. Jahrhundert entwickelte sich in der Rechtsliteratur die schriftlich fixierte, allerdings nicht für alle Rechtsschulen einheitlich formulierte und geltende Gattung der adab al-qādī-Literatur, in der die Verhaltensregeln für den Richter beschrieben werden. Ein Schüler des Abū Hanīfa, der in Bagdad im Jahre 798 verstorbene Abū Yūsuf, der unter dem Kalifat von al-Hadi (785–786) das Qādī-Amt von Bagdad übernahm und es bis zu seinem Tode ausübte, soll der erste gewesen sein, der eine Abhandlung unter dem Titel Adab al-Qādī verfasst hat.
Das älteste als Druck erhaltene Werk in diesem Genre geht auf den im Jahre 888 verstorbenen Haitham ibn Sulaimān al-Qaisī, einen Vertreter der hanafitischen Rechtsschule in Nordafrika Ifrīqiya zurück und ist nach einem Unikat auf Pergament im Jahre 1970 publiziert worden. Es trägt den Titel Adab al-qāḍī wa-l-qaḍā’ („Verhaltensregeln des Richters und der Gerichtsbarkeit“). Neben den Regelungen der Prozessordnung enthält die Adab-al-Qādī-Literatur moralische und ethische Anweisungen, nach denen sich ein Qādī bei der Ausübung seines Amtes zu richten hat. Hierbei haben nach islamischer Auffassung der Koran und die überlieferte Rechtspraxis des Propheten selbstverständlich normativen Charakter.

## Andere Amtsträger mit Justizaufgaben in islamischen Ländern
Sowohl im islamischen Osten als auch im islamischen Westen bestellten Ober-Qādī oder die Herrscher, Kalifen beziehungsweise Emire, neben den Provinz-Qādī andere Amtsträger mit Justizaufgaben, deren Amtsführung sie selbst überwachten. Hierzu gehörten:
- Der Sāhib al-madīna (ṣāḥib al-madīna; „Stadtvogt“). Seine Hauptaufgabe bestand in der Aufrechterhaltung der öffentlichen Ordnung in der Stadt; er arbeitete mit der Polizei (šurṭa) zusammen. Der Stadtvogt wurde beispielsweise tätig, wenn bei der Aufklärung eines Mordfalls die polizeiliche Untersuchung erforderlich war. In diesen Fällen, und bei anderen Überschreitungen, war er allerdings nicht befugt, die schari'a-rechtlichen Strafen (ḥadd, Pl. ḥudūd) anzuwenden; denn für ihre Vollstreckung waren sowohl die Rechtsansichten der Beraterversammlung, der Schūrā als auch das Urteil des Qādīs notwendig.
- Der Sāhib asch-schurta wa-s-sūq (ṣāḥib aš-šurṭa wa-s-sūq; „Marktaufseher, Marktvogt“) auch Muhtasib genannt, der vom jeweiligen Herrscher und nicht vom Qādī ernannt wurde. Seine Hauptaufgabe bestand darin, für Ordnung und Gerechtigkeit auf den Märkten zu sorgen, Gewichtsmanipulationen der Verkäufer zu unterbinden und den Handel schlechthin in allen Bereichen zu kontrollieren. In dieser Eigenschaft konnte er auch Richtertätigkeiten mit eigenem Urteil in Streitfällen ausüben.
- Sāhib al-mazālim (ṣāḥib al-maẓālim; „Aufseher der Rechtsbeschwerden“): Parallel zu den genannten judikativen Organisationen und zum Qādī-Amt existierte eine weitere Gerichtsbarkeit, die so genannten mazalim-Gerichte, die auf der absoluten Gewalt des Herrschers und seiner Gouverneure beruhten. Sie untersuchten Amtsmissbrauch von Behörden gegen die Bürger, Missbräuche bei Steuereinziehungen und übten allgemeine Aufsicht über die Staatsverwaltung aus. Urteile von Qādī-Gerichten konnten von diesen Gerichten erneut verhandelt und rückgängig gemacht werden. Ihre Funktion war mit einem Petitionsgericht vergleichbar. Den Kompetenzen der Qādī-Gerichtsbarkeit sind mit der Entstehung dieses Gerichtes nach und nach strafrechtliche Prozesse entzogen worden.